# Samostan Spitakavor
Samostan Spitakavor (armensko Սպիտակավոր վանք, prečrkovano Spitakavor vank’, slovensko Beli samostan) je armenski samostanski kompleks iz 14. stoletja, 7 kilometrov severno od vasi Vernašen blizu mesta Jeghegnadzor v provinci Vajots Dzor, Armenija. 
Zaradi bogatega spomladanskega cvetja okoli samostana, ga vaščani Vernashena včasih imenujejo Tsaghkavank (Samostan cvetja).

## Geografija
Samostan Spitakavor se nahaja na pobočjih gore Teksar v provinci Vajots Dzor. Teren je težaven, vendar je do samostana mogoče priti peš ali s terenskim vozilom. Od muzeja Univerze v Gladzorju in samostana Tanahat je oddaljen približno 8,4 kilometra, od trdnjave Prošaberd pa približno 6 kilometrov.

## Samostan in cerkev
Za utrjenim obzidjem so stavbe iz belega felzita, vključno s samostanom, cerkvijo, zvonikom in preddverjem.
Najpomembnejši  spomenik je samostanske cerkev Matere Božje. V timpanonu nad vhodom v cerkev je vklesana podoba Jezusove matere Marije, ki je opisana kot izjemen primer armenske skulpture iz sredine 14. stoletja. Med drugimi zanimivimi umetniškimi deli sta bila kip Jezusa z njegovimi učenci in relief Eahija in njegovega sina. Zgodovinski muzej Armenije v Erevanu hrani stensko dekoracijo, ki prikazuje kneza Hasana. Relief kneza in njegovega očeta je v muzeju Ermitaž v Sankt Peterburgu v Rusiji.
Čeprav je samostan majhen in precej oddaljen, je bil opisan takole: 
Zdi se, da je samostan izoliran od vsega sveta, vendar stoji v božansko zelenem okolju, ki se ga človeška roka še ni dotaknila. Reči, da je harmonija samostana in narave okoli njega čudovita, ni dovolj. Opisati bi ga morali kot "osupljivo lepega".

## Zgodovina
Samostan Spitakavor sta v 14. stoletju zgradila kneza iz Prošjanske dinastije v obdobju, ko so v Armeniji vladali Zakaridi.  Gradnjo cerkve je začel knez Eahi (umrl leta 1318). Gradnjo je leta 1321 dokončal njegov sin, knez Amir Hasan II. Med letoma 1321 in 1330 je bil zgrajen narteks, leta 1330 pa sta Hovhannes Prošijan in njegova žena Tadzna k zahodni steni narteksa dodala trinadstropni zvonik.
Samostan je pod vodstvom predstojnika in filologa Vardapeta Avagterja postal pomembno kulturno, izobraževalno in duhovno središče.
Na tem območju sta bila še dva samostana, Tanade in samostan Svetega križa. Ti trije samostani so v "davnih časih" za komuniciranje uporabljali kresove.
Samostan je v 14. stoletju napadel Timurlenk, čigar vojska je porušila obzidje in narteks. V 14. ali 15. stoletju sta po padcu Mongolov regijo napadli in opustošili plemeni Ak Kojunlu in Kara Kojunlu, vključno s cerkvenim preddverjem, obzidjem in pomožno zgradbo. Uničene  zgradbe niso bile obnovljene do perzijsko-osmanske vojne, ko je bilo leta 1604 pod šahom Abasom tja prisilno preseljeno na tisoče Armencev.
Cerkev in ostanki samostana so še vedno stojijo. Za obiskovalce so nameščene informativne table v armenskem, ruskem, italijanskem, francoskem in angleškem jeziku.

## Garegin Nždeh
Na dvorišču samostana Spitakavor so bili 9. maja 1987  ali leta 1983 na skrivaj pokopani posmrtni ostanki armenskega vojaškega voditelja in političnega misleca Garegina Nždeha, ki je umrl v sovjetskem zaporu leta 1955. Armenci z vsega sveta vsako leto 17. junija  romajo na samostansko pokopališče. Njegov nagrobnik je izklesal Gegham Sahakjan.